# Villard-sur-Bienne
Villard-sur-Bienne foi uma comuna francesa na região administrativa de Borgonha-Franco-Condado, no departamento de Jura. Estendia-se por uma área de 10,37 km². Em 2010 a comuna tinha 196 habitantes (densidade: 18,9 hab./km²).
Em 1 de janeiro de 2019, passou a formar parte da comuna de Nanchez.